# Michaël Vander-Meiren
Pour les articles homonymes, voir Vander et Meiren.
Michaël Vander-Meiren est un acteur français.

## Biographie
Michaël Vander-Meiren est un acteur français originaire du Nord de la France (59). A 18 ans il suit les cours Jean Périmony. Puis enchaîne pendant près de vingt une carrière théâtrale. Il commence sa carrière à l'écran à 40 ans.

## Filmographie

### Cinéma
- 2007 : Les Deux Mondes de Daniel Cohen
- 2008 : Secret défense de Philippe Haïm
- 2008 : L'Ennemi public n° 1 de Jean-François Richet
- 2009 : Le Dernier Vol de Karim Dridi
- 2010 : From Paris with Love de Pierre Morel
- 2012 : Mains armées de Pierre Jolivet
- 2012 : Taken 2 d'Olivier Megaton
- 2012 : Astérix et Obélix : Au service de Sa Majesté de Laurent Tirard
- 2013 : Attila Marcel de Sylvain Chomet
- 2015 : Ni le ciel ni la terre
- 2021 : Le Sens de la famille de Jean-Patrick Benes

### Télévision
- 2006 : L'Enfant du secret de Serge Meynard
- 2006 : Samantha oups ! : L’ennemi public numéro 1
- 2010 : La Marquise des ombres d'Édouard Niermans
- 2010 : Obsessions de Frédéric Tellier
- 2011 : Doc Martin, saison 1-03 : Thibault Ferrand
- 2012 : Inquisitio de Nicolas Cuche (série télévisée)
- 2012 : Main courante de Jean-Marc Thérin
- 2013 : Plata
- 2013 : Cherif - épisode : Les liens du sang (série télévisée) : Jean-Luc Leroy
- 2013: Fais pas ci , fais pas ça -saison 6 épisode 5 : le patron du pint
- 2014 : Richelieu, la Pourpre et le Sang de Henri Helman
- 2019 : Double je, épisode 1-04 "Dans la peau" : le tatoueur
- 2020 : Family Business (Netflix) : Senlis/Jean-Claude (saison 2)
- 2020 : La Révolution (Netflix) : le père de Rebecca (S1 02)
- 2022 : Les Combattantes : Jean, le contremaître
- 2024 : Plus belle la vie, encore plus belle : Damien Garrec